# ویکی‌پدیای ترکمنی
ویکی‌پدیای ترکمنی (به ترکمنی: Türkmençe Wikipediýa) نسخهٔ زبان ترکمنی وبگاه ویکی‌پدیا است.
زبان ترکمنی تا ۲۳ دسامبر ۲۰۱۲، با بیش از ۴٬۶۰۰ مقاله، در ردهٔ یک‌صدوچهل‌وپنجم ویکی‌پدیاها قرار داشت.